# Depo Hostivař
Depo Hostivař (Nederlands: Depot Hostivař) is een metrodepot in de Tsjechische hoofdstad Praag, aan lijn A. Het is gelegen in de gelijknamige wijk.

## Metrostation
Twee sporen zijn in 2006 aangepast voor passagiersgebruik en doen sinds 26 mei van dat jaar dienst als metrostation en eindhalte. Tot die tijd was Skalka voor passagiers het eindpunt; dit is nog steeds het geval wanneer treinen van het depot zelf komen of daarnaartoe gaan. Depo Hostivař is het enige kopstation van de Praagse metro dat voor het publiek is opengesteld.
De rest van het depot is nog vanouds in gebruik.

## Overig openbaar vervoer
Voor het metrostation ligt een busstation, met aanpalende tramhalte. Deze dragen allen de naam van het depot.
Nemocnice Motol · Petřiny · Nádraží Veleslavín · Bořislavka · Dejvická · Hradčanská · Malostranská · Staroměstská · Můstek · Muzeum · Náměstí Míru · Jiřího z Poděbrad · Flora · Želivského · Strašnická · Skalka · Depo Hostivař